# Timonius kostermansii
Timonius kostermansii är en måreväxtart som beskrevs av Steven P. Darwin. Timonius kostermansii ingår i släktet Timonius och familjen måreväxter. Inga underarter finns listade i Catalogue of Life.